# Niên biểu hóa học
Niên biểu hóa học liệt kê những công trình, khám phá, ý tưởng, phát minh và thí nghiệm quan trọng đã thay đổi mạnh mẽ vốn hiểu biết của nhân loại về một môn khoa học hiện đại là hóa học, được định nghĩa là sự nghiên cứu khoa học về thành phần của vật chất và các tương tác của nó. Lịch sử hóa học thời hiện đại được cho là bắt đầu từ nhà khoa học Ireland Robert Boyle, mặc dù nguồn gốc của nó có thể bắt nguồn từ thời xa xưa nhất mà con người biết đến.
Những ý tưởng ban đầu mà sau này được đưa vào ngành hóa học hiện đại đến từ hai nguồn chính. Các nhà triết học tự nhiên (như Aristotle và Democritos) sử dụng phương pháp suy diễn logic nhằm giải thích sự hoạt động của thế giới xung quanh. Các nhà giả kim (như Geber và Rhazes) là những người dùng các kỹ thuật thực nghiệm để nỗ lực kéo dài tuổi thọ hoặc thực hiện sự biến đổi vật chất, chẳng hạn như biến các kim loại cơ bản thành vàng.
Vào thế kỷ 17, một sự tổng hợp của các ý tưởng của hai phương pháp này, suy diễn và thực nghiệm, dẫn đến sự phát triển của một quá trình tư duy được gọi là phương pháp khoa học. Với sự xuất hiện của phương pháp khoa học, hóa học hiện đại đã được ra đời.
Được gọi là "ngành khoa học trung tâm", nghiên cứu về hóa học chịu ảnh hưởng cũng như tạo ảnh hưởng mạnh mẽ lên nhiều lĩnh vực khoa học và công nghệ khác. Nhiều sự kiện được coi là trung tâm của sự hiểu biết của chúng ta về hóa học ngày nay cũng được coi là những khám phá quan trọng trong các lĩnh vực như vật lý, sinh học, thiên văn học, địa chất học, và khoa học vật liệu.

## Trước thế kỷ 17

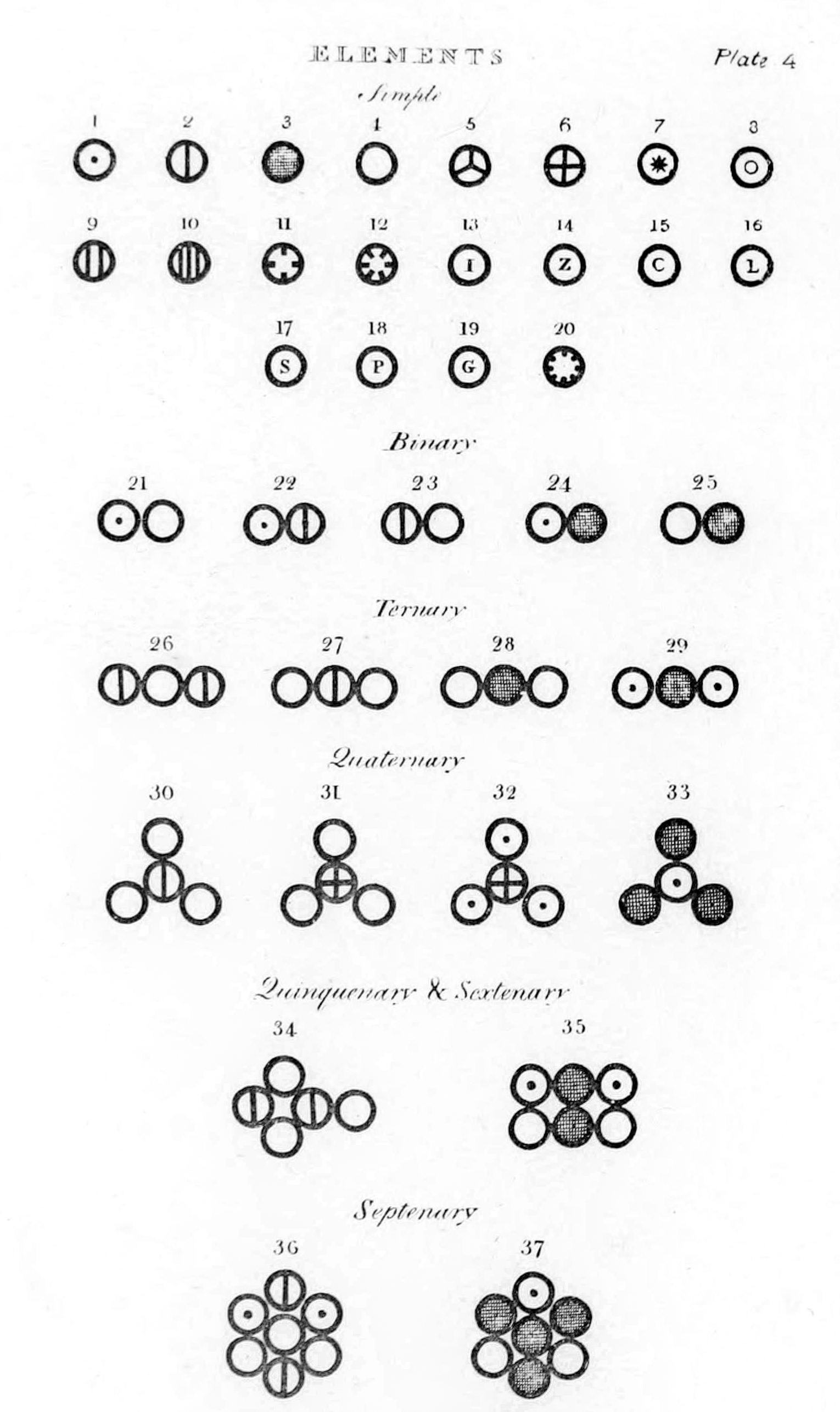
Một hình ảnh từ cuốn sách A New System of Chemical Philosophy (tạm dịch: Một hệ thống triết học hóa học mới), giải thích hiện đại đầu tiên về lý thuyết nguyên tử, của John Dalton.

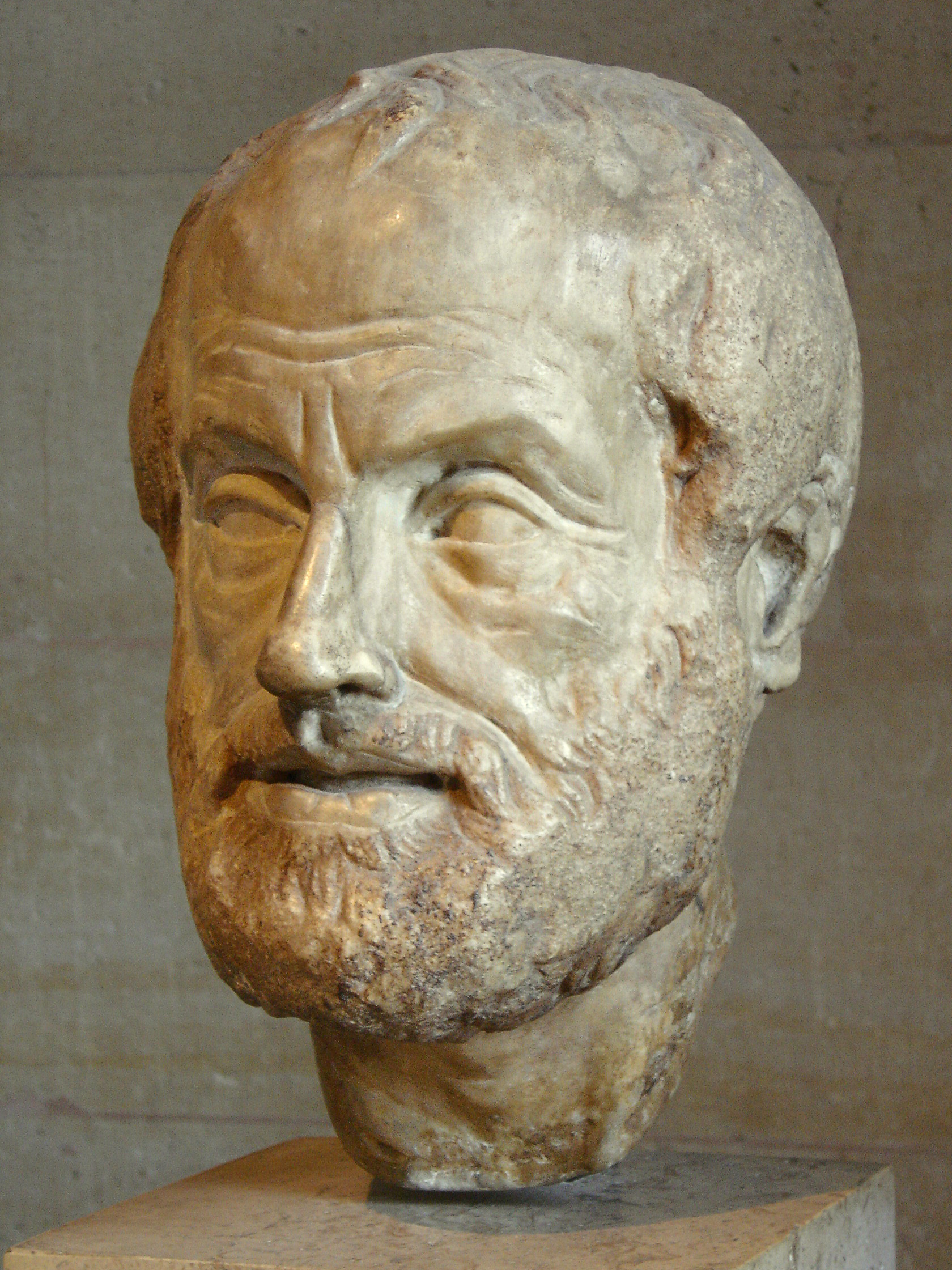
Aristotle (384-322 trước Công nguyên)

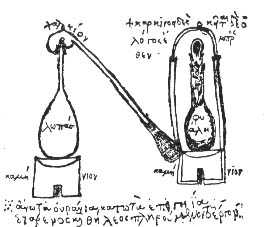
Ambix, một dụng cụ để chưng cất được thực hiện bởi Zosimus năm 300 trước Công nguyên, theo Marcelin Berthelot trong Collection des anciens alchimistes grecs (gồm 3 quyển, Paris, 1887-88)

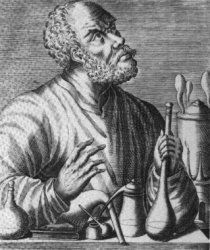
Gerber (mất năm 815 sau Công nguyên) được coi là "cha đẻ của hóa học".

Trước khi chấp nhận phương pháp khoa học và ứng dụng của nó trong lĩnh vực hóa học, đã có một số tranh cãi về việc xét xem nhiều người được liệt kê dưới đây có phải là  "nhà hóa học" theo nghĩa hiện đại của từ này hay không. Tuy nhiên, các ý tưởng của một số nhà tư tưởng lớn, do ý nghĩa dự đoán của chúng sau này hoặc do được chấp nhận lâu dài và rộng rãi, được liệt kê ở đây.
Năm 3000 trước Công nguyên
Người Ai Cập xây dựng thuyết Ogdoad, hoặc "các lực lượng nguyên thủy" hình thành nên vạn vật. Đó là tám nguyên tố của sự hỗn loạn và tồn tại trước sự có mặt của mặt trời.
Năm 1200 trước Công nguyên
Tapputi-Belatikallim, một người làm nước hoa và nhà hóa học, được nhắc đến trong một bảng ký tự hình nêm tại Lưỡng Hà.
Năm 450 trước Công nguyên
Empedocles khẳng định rằng vạn vật được tạo thành từ bốn yếu tố nguyên thủy: đất, nước, lửa và nước, theo đó hai trạng thái đối lập nhau, yêu và ghét, hay thông cảm và ghét bỏ hoạt động theo những yếu tố này, kết hợp và chia tách chúng thành các hình thức vô cùng đa dạng.
Năm 440 trước Công nguyên
Leucippus và Democritus đưa ra ý tưởng về nguyên tử, một hạt không thể phân chia, hình thành nên vạn vật. Ý tưởng này bị từ chối một cách rộng rãi bởi các nhà triết học tự nhiên ủng hộ trường phái Aristotle (xem bên dưới).
Năm 360 trước Công nguyên
Plato đưa ra thuật ngữ 'nguyên tố cổ điển' (stoicheia) và trong cuốn sách đối thoại Timaeus của mình, trong đó có nhắc đến thành phần của vật chất vô cơ và hữu cơ và là một khảo luận sơ bộ về hóa học, cũng đưa ra giả thuyết rằng hạt nhỏ nhất của mỗi nguyên tố có một dạng hình học đặc biệt: khối tứ diện (lửa), khối bát diện (không khí), khối hai mươi mặt (nước), và khối lập phương (đất).
Năm 350 trước Công nguyên
Aristotle, dựa trên lý thuyết của Empedocles, đề xuất ý tưởng về một chất là sự kết hợp của vật chất và hình thức. Ông cũng mô tả lý thuyết về năm nguyên tố cổ điển, lửa, nước, đất, không khí, và aether. Lý thuyết này được chấp nhận rộng rãi tại phương Tây trong hơn 1000 năm.
Năm 50 trước Công nguyên
Lucretius xuất bản De Rerum Natura (tạm dịch: Bản chất vạn vật), một diễn giải thơ mộng các ý tưởng về thuyết nguyên tử.
Năm 300
Zosimos xứ Panopolis viết một vài trong số những cuốn sách cổ nhất về thuật giả kim, mà ông định nghĩa là sự nghiên cứu về thành phần của chất lỏng, sự chuyển động, sự phát triển, sự hợp nhất và phân tách, tách linh hồn khỏi cơ thể và liên kết các linh hồn bên trong cơ thể.
Năm 770
Abu Musa Jabir ibn Hayyan (hay Gerber), một nhà giả kim người Ả rập/Ba Tư, "được nhiều người cho là cha đẻ của hóa học", phát triển một phương pháp thử nghiệm cho hóa học, cô lập nhiều acid, bao gồm acid hydrochloric, acid nitric, acid acetic, acid citric, acid tartaric, và nước cường toan.
Năm 1000
Hai nhà hóa học người Ba Tư Abū al-Rayhān al-Bīrūnī và Avicenna bác bỏ tính khả thi của thuật giả kim và sự biến đổi về chất của các kim loại.
Năm 1167
Magister Salernus của Trường Y Salernitana (Scuola Medica Salernitana) tạo ra những tài liệu tham khảo đầu tiên về sự chưng cất rượu.
Năm 1220
Robert Grosseteste xuất bản một số bài bình luận theo trường phái Aristotle, trong đó ông đưa ra một lý thuyết sơ khai cho phương pháp khoa học.
Năm 1250
Tadeo Alderotti phát triển phương pháp chưng cất phân đoạn, hiệu quả hơn nhiều so với các phương pháp trước đó.
Năm 1260
Thánh Alberto Magnus phát hiện ra arsen và bạc nitrat. Ông cũng tạo ra một trong những tài liệu tham khảo đầu tiên về acid sulfuric.
Năm 1267
Roger Bacon xuất bản Opus Maius, cùng với các tác phẩm khác, đề xuất một dạng sơ khai của phương pháp khoa học và cũng bao gồm kết quả những thí nghiệm của ông với thuốc thuốc súng.
Năm 1310
Pseudo-Gerber, một nhà giả kim vô danh người Tây Ban Nha với bút danh Geber, xuất bản một số cuốn sách trong đó thiết lập lý thuyết được chấp nhận lâu dài rằng tất cả các kim loại đều được cấu thành từ lưu huỳnh và thủy ngân với các tỷ lệ khác nhau. Ông cũng là một trong những người đầu tiên mô tả acid nitric, nước cường toan, và aqua fortis (acid nitric trong thuật giả kim).
Năm 1530
Paracelsus phát triển các nghiên cứu về thuốc hóa học (iatrochemistry), một nhánh của thuật giả kim chuyên nghiên cứu việc kéo dài tuổi thọ, và do đó được coi là gốc rễ của ngành công nghiệp dược phẩm hiện đại. Cũng có người cho rằng ông là người đầu tiên sử dụng từ "hóa học".
Năm 1597
Andreas Libavius xuất bản Alchemia, cuốn sách giáo khoa hóa học đầu tiên trong lịch sử.

## Thế kỷ 17 và 18

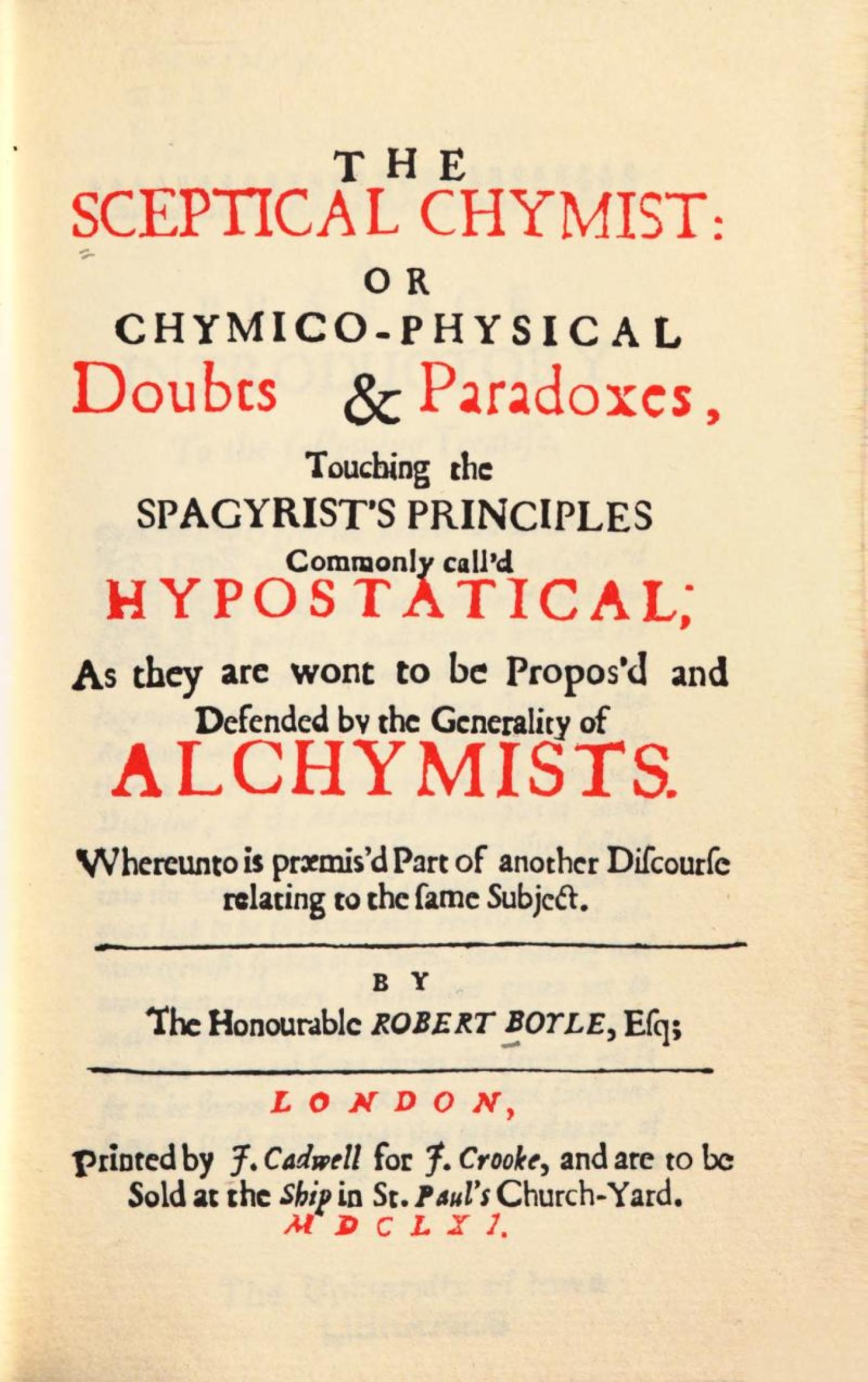
Trang tiêu đề của cuốn The Sceptical Chymist của Robert Boyle (1627–91)

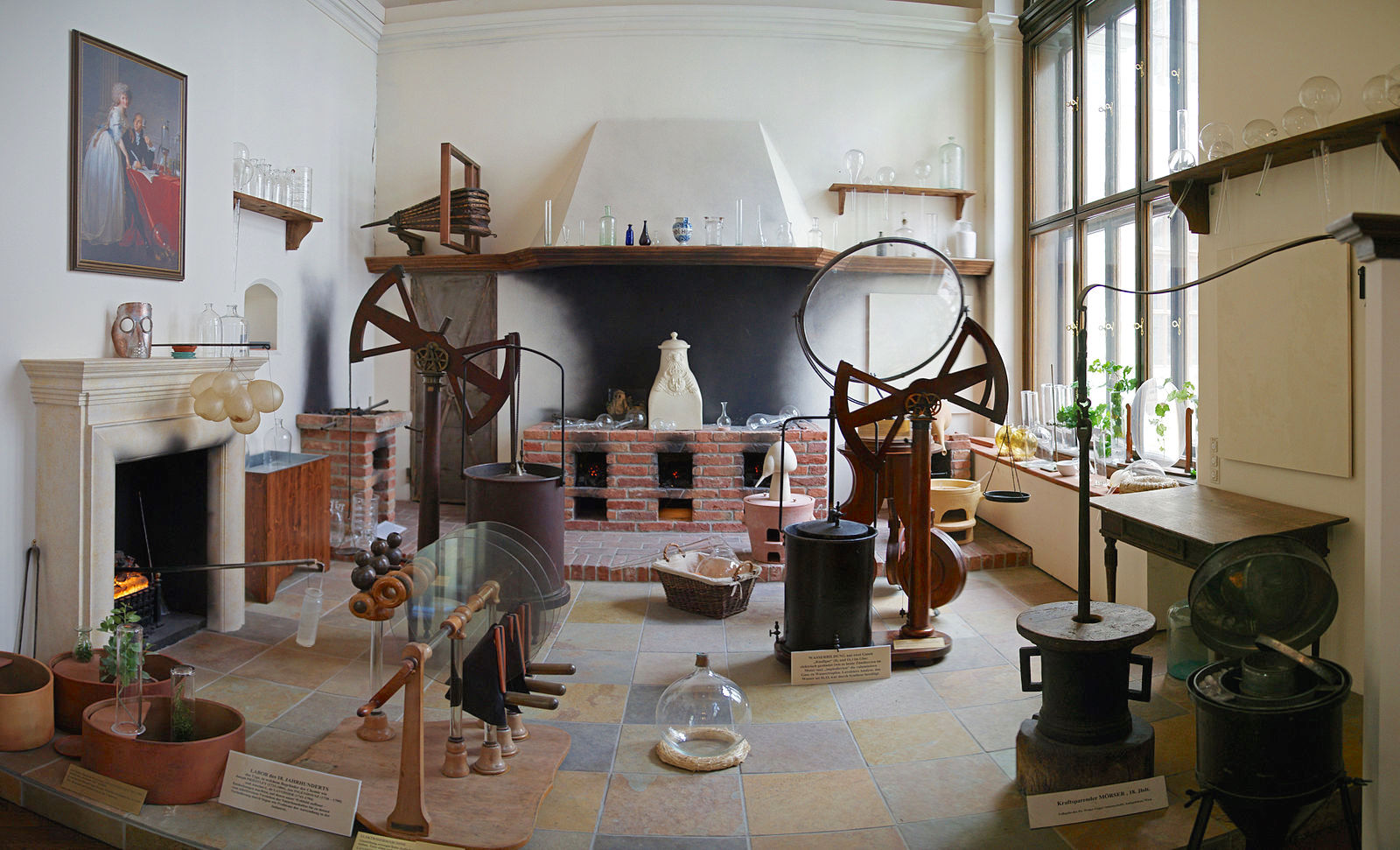
Một phòng thí nghiệm hóa học điển hình tại thế kỷ 18

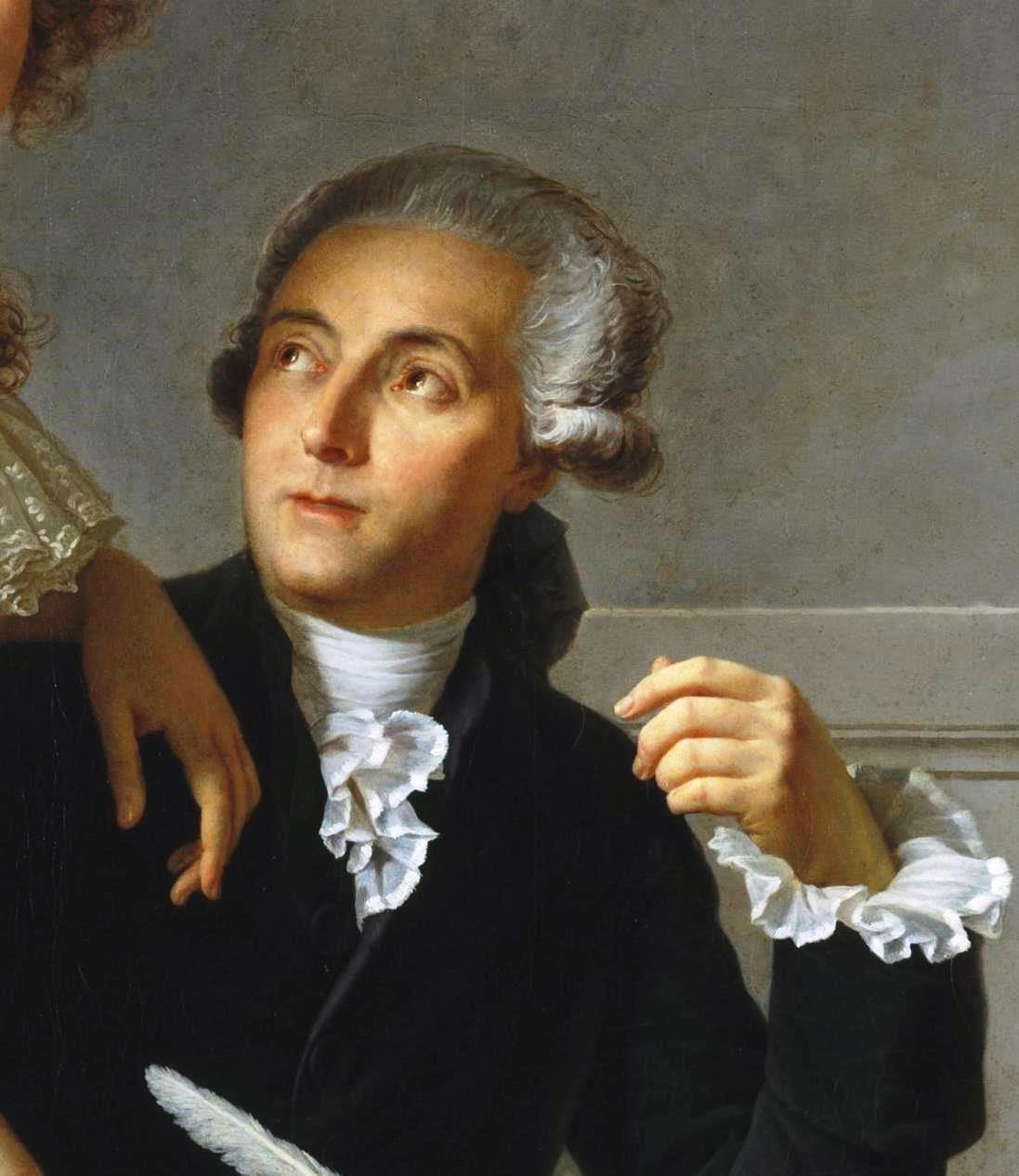
Antoine-Laurent de Lavoisier (1743-94) được coi là "cha đẻ của hóa học hiện đại".

Năm 1605
Sir Francis Bacon xuất bản The Proficience and Advancement of Learning (tạm dịch Sự thành thạo và tiến bộ của việc học tập), trong đó ông có mô tả những gì sau này được gọi là phương pháp khoa học.
Năm 1605
Michel Sedziwój xuất bản cuốn sách luận về thuật giả kim A New Light of Alchemy (tạm dịch: Ánh sáng mới của thuật giả kim) trong đó ông đề xuất sự tồn tại của "lương thực của cuộc sống" trong không khí, rất lâu sau này mới được biết đến là  là oxy.
Năm 1615
Jean Beguin xuất bản Tyrocinium Chymicum, một cuốn sách giáo khoa hóa học sơ khai trong đó có hình vẽ về phương trình hóa học đầu tiên.
Năm 1637
René Descartes xuất bản Discours de la méthode (tạm dịch: Bàn về phương pháp) trong đó có một phác thảo của phương pháp khoa học.
Năm 1648
Công bố di cảo cuốn sách Orrttuus medicinae của Jan Baptist van Helmont, được coi là một sự chuyển đổi lớn lao giữa thuật giả kim và hóa học, và có ảnh hưởng lớn đến Robert Boyle. Cuốn sách bao gồm kết quả của nhiều thí nghiệm và thiết lập một phiên bản sơ khai của định luật bảo toàn khối lượng.
Năm 1661
Robert Boyle xuất bản The Chymist Sceptical, một tác phẩm chính luận về sự khác biệt giữa thuật giả kim và hóa học. Nó bao gồm một số ý tưởng hiện đại sớm nhất về nguyên tử, phân tử và phản ứng hóa học; và đánh dấu sự bắt đầu của hóa học hiện đại.
Năm 1662
Robert Boyle đề xuất định luật Boyle, một mô tả thực nghiệm dựa trên hành vi của các loại khí, đặc biệt là mối quan hệ giữa áp suất và thể tích.
Năm 1735
Nhà hóa học Thụy Điển Georg Brandt phân tích một sắc tố màu xanh đen được tìm thấy trong quặng đồng. Brandt đã chứng minh các sắc tố chứa một nguyên tố mới, sau này được đặt tên là coban.
Năm 1754
Joseph Black điều chế được carbon dioxide, và gọi nó là "khí cố định".
Năm 1757
Louis Claude Cadet de Gassicourt trong khi phân tích các hợp chất của asen đã tạo ra nước thơm Cadet sau này được biết đến là cacodyl oxide, được coi là hợp chất cơ kim được tổng hợp đầu tiên.
Năm 1758
Joseph Black đưa ra khái niệm nhiệt ẩn để giải thích sự thay đổi trạng thái trong các quá trình nhiệt hóa học.
Năm 1766
Henry Cavendish phát hiện ra hydro, một khí không màu, không mùi, cháy được và có thể tạo ra hỗn hợp nổ với không khí.
Năm 1773-1774
Carl Wilhelm Scheele và Joseph Priestley tách được oxy một cách độc lập với nhau, và lần lượt gọi là "khí lửa" và "khí cháy".
Năm 1778
Antoine Lavoisier, người được coi là "cha đẻ của hóa học hiện đại", phát hiện ra và đặt tên cho oxy, và cũng nhận ra tầm quan trọng và vai trò của nó trong sự cháy.
Năm 1787
Antoine Lavoisier xuất bản Méthode de nomenclature chimique (tạm dịch: Phương pháp đặt danh pháp trong hóa học) hệ thống danh pháp hóa học hiện đại đầu tiên.
Năm 1787
Jacques Charles đề xuất định luật Charles, một hệ quả của định luật Boyle, mô tả mối quan hệ giữa nhiệt độ và thể tích của một chất khí.
Năm 1789
Antoine Lavoisier xuất bản Traité Élémentaire de Chimie (tạm dịch: Khảo luận về các nguyên tố hóa học), cuốn sách giáo khoa đầu tiên về hóa học hiện đại.. Vào thời điểm đó, nó là một cuộc nghiên cứu đầy đủ về hóa học, bao gồm định nghĩa chính xác đầu tiên về định luật bảo toàn khối lượng, và do đó cũng mô tả sự ra đời của phương pháp phân tích định lượng hóa học.
Năm 1797
Joseph Proust đề xuất định luật thành phần không đổi, khẳng định rằng các nguyên tố luôn kết hợp theo các tỷ lệ nhỏ là số nguyên để tạo thành các hợp chất.
Năm 1800
Alessandro Volta chế tạo ra pin hóa học đầu tiên, từ đó thành lập ngành điện hóa học.

## Thế kỷ 19

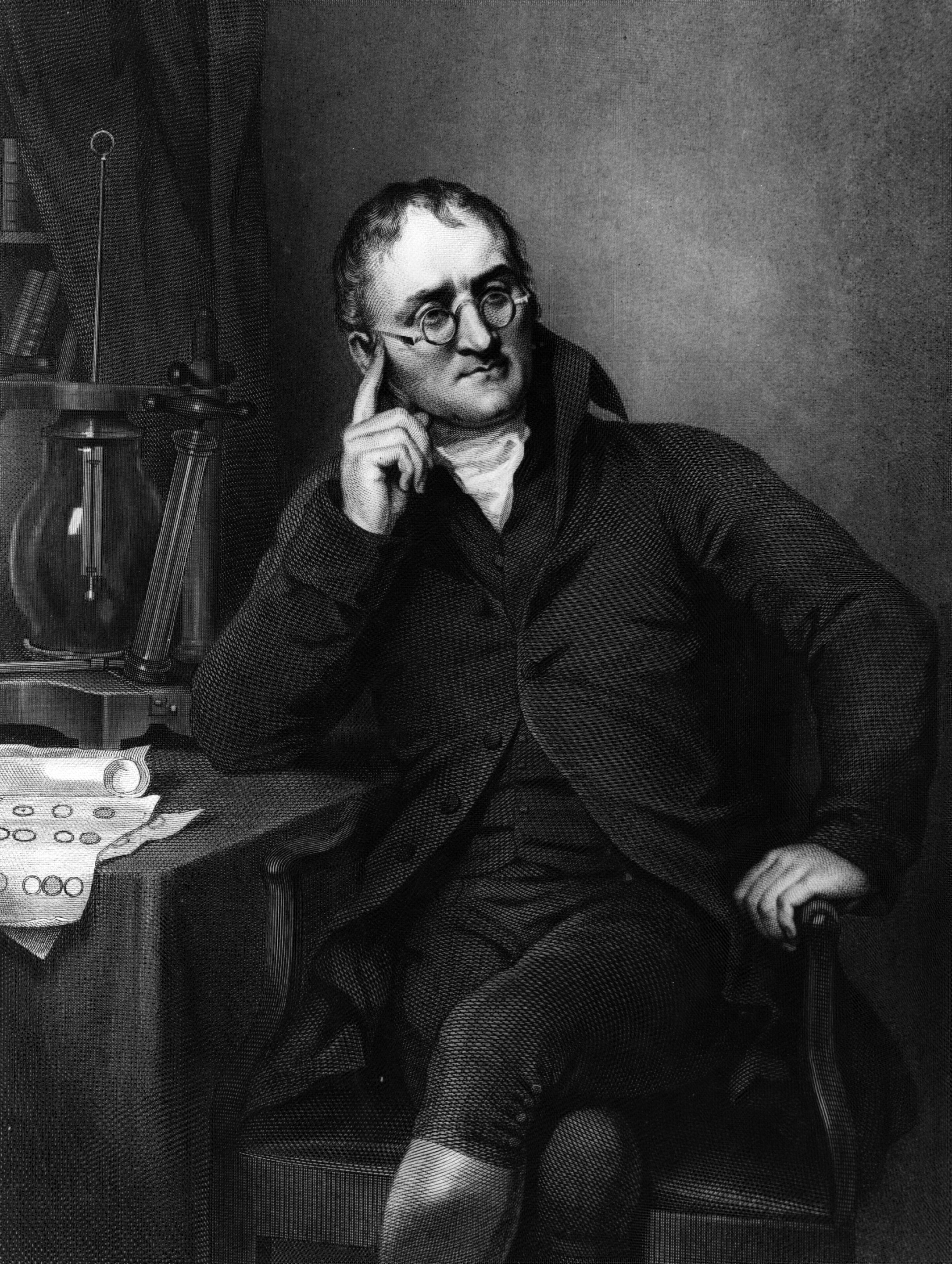
John Dalton (1766-1844)

Công thức cấu trúc của urê

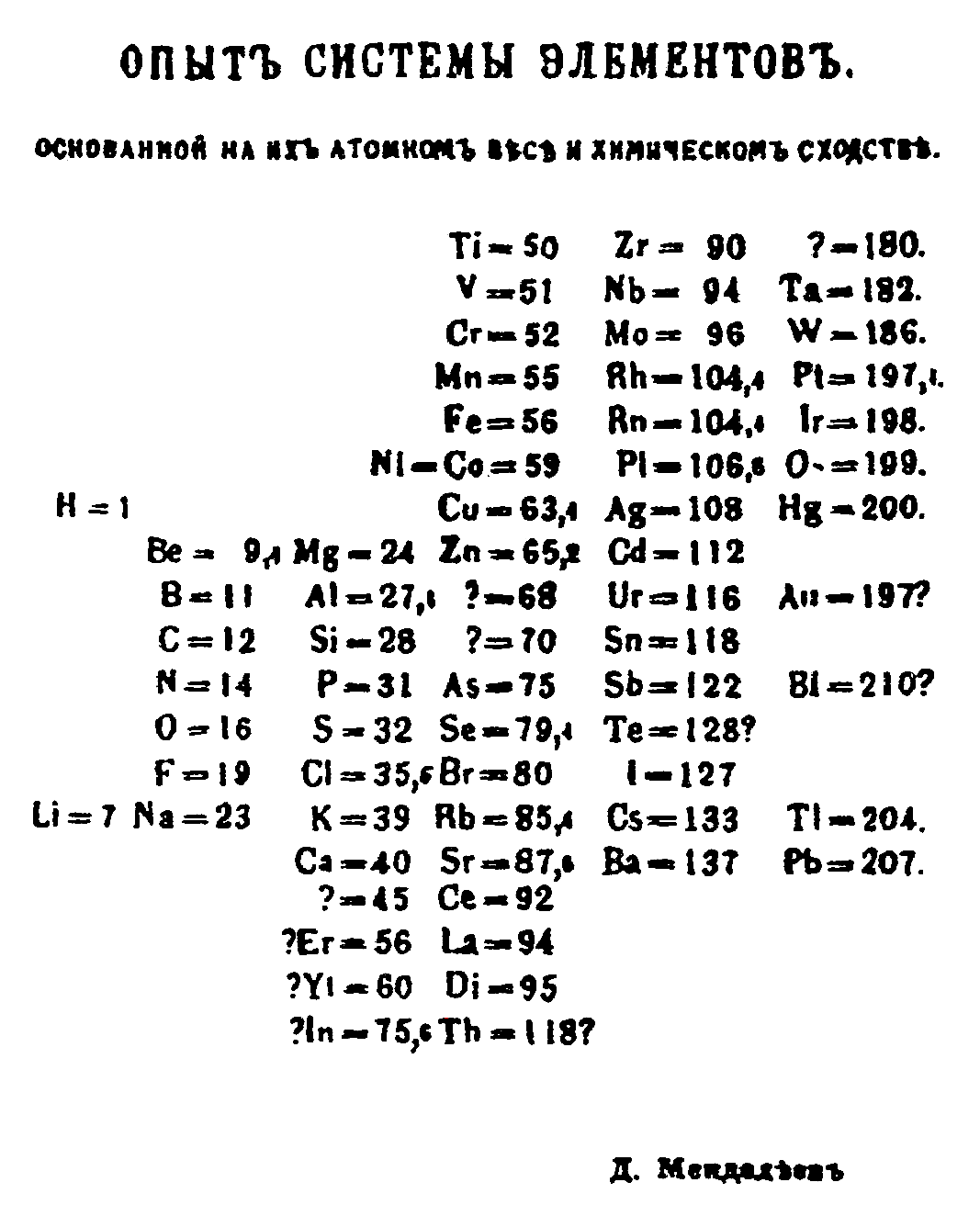
Bảng tuần hoàn năm 1869 của Mendeleev

Năm 1801
John Dalton đề xuất định luật Dalton trong đó mô tả mối quan hệ giữa các thành phần trong hỗn hợp khí và áp lực của chúng đóng góp vào áp lực chung của hỗn hợp.
Năm 1805
Joseph Louis Gay-Lussac phát hiện ra rằng nước được cấu thành từ hai phần hydro và một phần oxy theo thể tích.
Năm 1808
Joseph Louis Gay-Lussac thu thập và phát hiện ra một số thành phần hóa học và vật lý của không khí và các khí khác, bao gồm cả các bằng chứng thực nghiệm từ định luật Boyle và Charles, và các mối quan hệ giữa mật độ và thành phần của các khí.
Năm 1808
John Dalton xuất bản New System of Chemical Philosophy (tạm dịch: Hệ thống mới của Triết học Hóa học), trong đó bao gồm mô tả khoa học hiện đại đầu tiên về thuyết nguyên tử, và mô tả rõ ràng về định luật bội số tỷ lệ.
Năm 1808
Jöns Jakob Berzelius xuất bản Lärbok i Kemien (tạm dịch: Sách giáo khoa Hóa học) trong đó ông đề xuất các ký hiệu hóa học hiện đại và các khái niệm về khối lượng tương đối của nguyên tử.
Năm 1811
Amedeo Avogadro đề xuất định luật Avogadro, cho rằng các thể tích như nhau của các chất khí ở điều kiện nhiệt độ và áp suất không đổi chứa một số lượng phân tử như nhau.
Năm 1825
Friedrich Wöhler và Justus von Liebig đã khám phá ra và có cách giải thích được chấp nhận đầu tiên về đồng phân, khái niệm trước đó được đặt tên bởi Berzelius. Khi nghiên cứu acid xyanic và acid fulminic, họ đã suy luận chính xác rằng các đồng phân được hình thành bởi sự sắp xếp khác nhau của các nguyên tử trong cùng một cấu trúc phân tử.
Năm 1827
William Prout phân loại các phân tử sinh học vào các nhóm như chúng ta biết ngày nay: Cacbohydrat, protein và lipid.
Năm 1828
Friedrich Wöhler tổng hợp được urê, từ đó kết luận rằng hợp chất hữu cơ thể được sản xuất từ những vật liệu vô cơ, bác bỏ lý thuyết về sức sống.
Năm 1832
Friedrich Wöhler và Justus von Liebig khám phá và giải thích các nhóm chức và gốc tự do liên quan đến hóa học hữu cơ.
Năm 1840
Germain Hess đề xuất định luật Hess, một dạng sơ khai của định luật bảo toàn, trong đó nói rằng những sự thay đổi năng lượng trong một quá trình hóa học chỉ phụ thuộc vào trạng thái của các chất ban đầu và sản phẩm mà không phụ thuộc vào cách thức biến đổi.
Năm 1847
Hermann Kolbe điều chế được acid acetic từ các nguồn hoàn toàn vô cơ, qua đó phủ nhận thuyết sự sống.
Năm 1848
Huân tước Kelvin thiết lập lý thuyết về nhiệt độ không tuyệt đối, nhiệt độ mà ở đó mọi phân tử đều không chuyển động.
Năm 1849
Louis Pasteur phát hiện ra rằng hỗn hợp tiêu triền (racemic) của acid tartaric là một hỗn hợp của các đồng phân tả triền (quay trái) và hữu triền (quay phải), qua đó làm sáng tỏ bản chất của sự phân cực quay (optical rotation - hoạt động xoay của mặt phẳng tạo bởi ánh sáng phân cực tuyến tính khi nó đi qua một số vật liệu nhất định) cũng như thúc đẩy sự phát triển của ngành hóa học lập thể (stereochemistry).
Năm 1852
August Beer đề xuất định luật Beer, giải thích mối quan hệ giữa thành phần hỗn hợp và lượng ánh sáng hỗn hợp đó hấp thụ. Dựa vào những nghiên cứu trước đó của Pierre Bouguer và Johann Heinrich Lambert, định luật này thiết lập một kỹ thuật phân tích sau này được biết đến là quang phổ học.
Năm 1855
Benjamin Silliman, Jr. tiên phong trong phương pháp cracking dầu mỏ, đặt nền móng cho ngành công nghiệp hóa dầu hiện đại.
Năm 1856
William Henry Perkin tổng hợp được mauveine, thuốc nhuộm nhân tạo đầu tiên trên thế giới. Được tạo thành như một sản phẩm phụ ngẫu nhiên của một nỗ lực nhằm tạo ra quinine từ nhựa than đá. Phát hiện này là nền tảng của ngành công nghiệp tổng hợp thuốc nhuộm, một trong những ngành công nghiệp hóa chất sớm nhất.
Năm 1857
Friedrich August Kekulé von Stradonitz đề xuất rằng carbon có hóa trị IV, hoặc tạo thành chính xác bốn liên kết hóa học.
1859-1860
Gustav Kirchhoff và Robert Bunsen đặt nền móng cho quang phổ học như là một phương tiện phân tích hóa học, giúp hai ông tìm ra caesi và rubiđi. Các nhà khoa học khác cũng sử dụng kỹ thuật tương tự để tìm ra indi, tali và heli.
Năm 1860
Stanislao Cannizzaro, khơi lại các ý tưởng của Avogadro về các phân tử tạo thành bởi hai nguyên tử, tổng hợp nên một bảng nguyên tử khối và giới thiệu nó tại Hội nghị Karlsruhe, chấm dứt mâu thuẫn kéo dài hàng thập kỷ giữa khối lượng nguyên tử và công thức phân tử, và dẫn đến khám phá của Mendeleev về bảng tuần hoàn hóa học.
Năm 1862
Alexander Parkes trưng bày một trong những polyme nhân tạo đầu tiên là Parkesine tại Triển lãm Quốc tế tại Luân Đôn. Khám phá này đặt nền móng cho ngành công nghiệp chất dẻo hiện đại.
Năm 1862
Alexandre-Emile Béguyer de Chancourtois ra mắt vòng xoắn Tellua (telluric helix), một phiên bản sơ khai ba chiều của bảng tuần hoàn các nguyên tố hóa học.
Năm 1864
John Newlands đề xuất định luật quãng tám, một tiền thân của định luật tuần hoàn.
Năm 1864
Lothar Meyer phát triển một phiên bản sơ khai của bảng tuần hoàn, với 28 nguyên tố được sắp xếp theo hóa trị.
Năm 1864
Cato Maximilian Guldberg và Peter Waage, dựa vào ý tưởng của Claude Louis Berthollet, đề xuất định luật tác dụng khối lượng (law of mass action).
Năm 1865
Johann Josef Loschmidt xác định chính xác số lượng phân tử trong một mol, sau này được gọi là số Avogadro.
Năm 1865
Friedrich August Kekulé von Stradonitz, dựa một phần vào nghiên cứu của Loschmidt và một vài người khác, thiết lập cấu trúc của benzen như là một vòng có sáu nguyên tử carbon với các liên kết đơn và đôi xen kẽ.
Năm 1865
Adolf von Baeyer bắt đầu nghiên cứu thuốc nhuộm màu chàm, một dấu mốc trong ngành hóa học hữu cơ công nghiệp hiện đại và đã cách mạng hóa ngành công nghiệp nhuộm.
Năm 1869
Dmitri Mendeleev công bố bảng tuần hoàn hóa học hiện đại đầu tiên với 66 nguyên tố đã biết được sắp xếp theo khối lượng nguyên tử. Điểm nổi bật của bảng tuần hoàn là khả năng dự đoán chính xác đặc tính của các nguyên tố chưa được khám phá.
Năm 1873
Jacobus Henricus van 't Hoff và Joseph Achille Le Bel, làm việc độc lập với nhau, phát triển một mô hình của liên kết hóa học nhằm giải thích các thí nghiệm về tính bất đối xứng của Pasteur cũng như đưa ra một nguyên nhân vật lý cho các hoạt động quang học của các hợp chất quang hoạt (chiral compound).
Năm 1876
Josiah Willard Gibbs công bố On the Equilibrium of Heterogeneous Substances (tạm dịch: Về sự cân bằng của các chất không đồng nhất), một tập hợp các nghiên cứu của ông về nhiệt động lực học và hóa học vật lý, đưa ra khái niệm về năng lượng tự do để giải thích cơ sở vật lý của sự cân bằng hóa học.
Năm 1877
Ludwig Boltzmann thiết lập các đạo hàm thống kê của nhiều khái niệm vật lý và hóa học quan trọng, bao gồm entropy, và sự phân bố vận tốc phân tử trong các trạng thái của chất khí.
Năm 1883
Svante Arrhenius phát triển lý thuyết ion để giải thích độ dẫn điện trong chất điện li.
Năm 1884
Jacobus Henricus van 't Hoff công bố Études de Dynamique chimique (tạm dịch: Nghiên cứu về động hóa học).
Năm 1884
Hermann Emil Fischer đề xuất cấu trúc purine, một cấu trúc quan trọng trong nhiều phân tử sinh học được ông tổng hợp lại năm 1898. Trong năm này ông cũng bắt đầu nghiên cứu về tính chất hóa học của đường glucose và các loại đường liên quan.
Năm 1884
Henry Louis Le Chatelier phát triển nguyên lý Le Chatelier, giải thích sự phản ứng của cân bằng hóa học động trước các yếu tố bên ngoài.
Năm 1885
Eugene Goldstein đặt tên cho tia âm cực được cấu thành bởi các electron và tia dương cực được cấu thành bởi các hạt ion hydro mang điện dương bị loại bỏ electron trong ống tia âm cực. Các hạt này về sau được gọi là proton.
Năm 1893
Alfred Werner phát hiện ra cấu trúc bát diện của các hợp chất cobalt, từ đó thiết lập nên ngành hóa học phức hợp (coordination chemistry).
Năm 1894-1898
William Ramsay khám phá ra khí hiếm, từ đó lấp đầy một khoảng trống lớn trong bảng tuần hoàn và dẫn tới các mô hình liên kết hóa học.
Năm 1897
J. J. Thomson phát hiện ra electron bằng cách sử dụng ống tia âm cực.
Năm 1898
Wilhelm Wien chứng minh rằng các tia dương cực (các dòng ion mang điện tích dương) có thể bị lệch hướng bởi từ trường, và độ lệch tỷ lệ với tỷ số khối lượng/điện tích. Khám phá này sẽ dẫn đến phương pháp phân tích khối phổ.
Năm 1898
Maria Sklodowska-Curie và Pierre Curie cô lập radi và poloni từ uraninit.
Năm 1900
Ernest Rutherford phát hiện ra nguồn phóng xạ là các nguyên tử đang phân rã, phát minh ra nhiều thuật ngữ cho các loại bức xạ.

## Thế kỷ 20

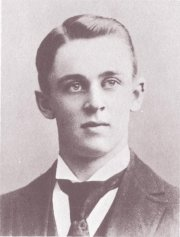
Robert A. Millikan thực hiện thí nghiệm giọt dầu.

Mô hình nguyên tử Bohr

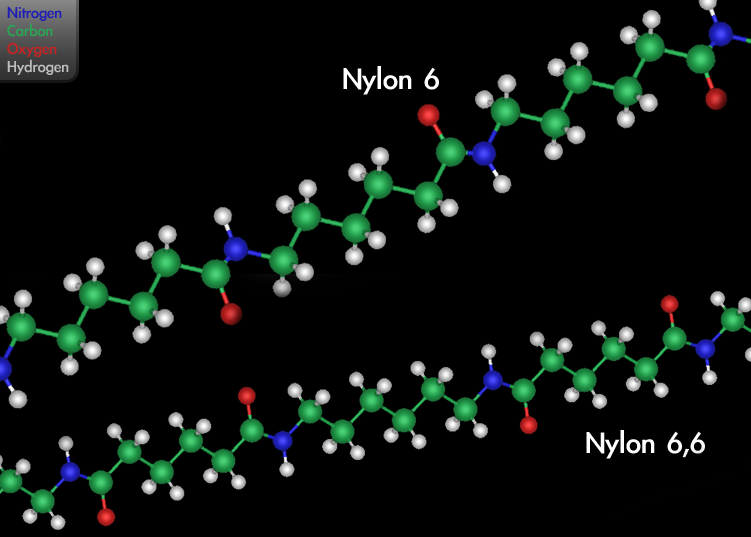
Mô hình hai dạng quen thuộc của ni lông

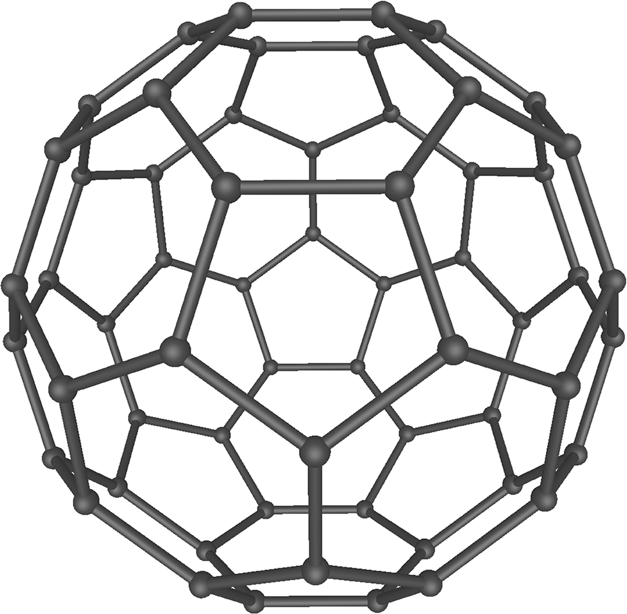
Buckminsterfullerene, C_{60}

Năm 1903
Mikhail Semyonovich Tsvet phát minh ra sắc ký, một kỹ thuật phân tích quan trọng.
Năm 1904
Hantaro Nagaoka đề xuất một mô hình nguyên tử sơ khai, trong đó các electron chuyển động quanh một hạt nhân khổng lồ với mật độ cao.
Năm 1905
Fritz Haber và Carl Bosch phát triển quy trình Haber nhằm tạo ra amonia từ nitơ và hydro, một cột mốc trong ngành công nghiệp hóa học với ảnh hưởng sâu rộng trong nông nghiệp.
Năm 1905
Albert Einstein giải thích chuyển động Brown qua đó chứng minh dứt điểm lý thuyết về nguyên tử.
Năm 1907
Leo Hendrik Baekeland tạo ra bakelite, một trong những loại nhựa thương mại đầu tiên.
Năm 1909
Robert Millikan đo điện tích của từng electron với độ chính xác chưa từng thấy qua thí nghiệm giọt dầu, xác nhận rằng tất cả các electron đều có cùng điện tích và khối lượng.
Năm 1909
S. P. L. Sørensen tìm ra lý thuyết về độ pH và phát triển phương pháp đo nồng độ acid.
Năm 1911
Antonius van den Broek đề xuất ý tưởng cho rằng các nguyên tố trong bảng tuần hoàn nên được sắp xếp theo điện tích dương hơn là theo khối lượng nguyên tử.
Năm 1911
Hội nghị Solvay đầu tiên được tổ chức tại Brussels, quy tụ hầu hết các nhà khoa học nổi tiếng nhất lúc bấy giờ. Các hội nghị về vật lý và hóa học vẫn tiếp tục được tổ chức định kỳ đến ngày nay.
Năm 1911
Ernest Rutherford, Hans Geiger, và Ernest Marsden thực hiện thí nghiệm lá vàng, chứng minh mô hình hạt nhân nguyên tử, với một hạt nhân nhỏ mang điện tích dương với mật độ cao được bao quanh bởi một đám mây electron khuếch tán.
Năm 1912
William Henry Bragg và William Lawrence Bragg đề xuất định luật Bragg và thành lập ngành tinh thể học tia X, một công cụ quan trọng để giải thích cấu trúc vật chất.
Năm 1912,
Peter Debye phát triển lý thuyết lưỡng cực phân tử nhằm mô tả sự phân bố điện tích bất đối xứng trong một số phân tử.
Năm 1913
Niels Bohr đưa các khái niệm cơ học lượng tử vào cấu trúc nguyên tử bằng cách đề xuất khái niệm ngày nay được gọi là mô hình nguyên tử Bohr, trong đó các electron chỉ tồn tại trong các orbital nguyên tử nhất định.
Năm 1913
Henry Moseley, tiếp tục ý tưởng trước đó của Van den Broek, giới thiệu khái niệm về số hiệu nguyên tử để sửa chữa những điểm chưa hợp lý của bảng tuần hoàn Mendeleev, vốn dựa trên khối lượng nguyên tử.
Năm 1913
Frederick Soddy đề xuất khái niệm đồng vị, rằng các nguyên tố có cùng tính chất hóa học có thể có khối lượng nguyên tử khác nhau.
Năm 1913
J. J., Thomson khi mở rộng nghiên cứu của Wien, thấy rằng các hạt hạ nguyên tử khi hấp thụ năng lượng có thể được phân biệt bởi tỷ lệ khối lượng trên điện tích, chính là kỹ thuật khối phổ.
Năm 1916
Gilbert N. Lewis xuất bản The Atom and the Molecule (tạm dịch: Nguyên tử và Phân tử), nền tảng của lý thuyết liên kết hóa trị.
Năm 1921
Otto Stern và Walther Gerlach thiết lập khái niệm spin lượng tử trong các hạt hạ nguyên tử.
Năm 1923
Gilbert N. Lewis và Merle Randall xuất bản Thermodynamics and the Free Energy of Chemical Substances (tạm dịch Nhiệt động lực học và Năng lượng tự do của các hợp chất hóa học), luận văn hiện đại đầu tiên về nhiệt động hóa học.
Năm 1923
Gilbert N. Lewis phát triển lý thuyết cặp electron của phản ứng acid/base.
Năm 1924
Louis de Brogline giới thiệu mô hình sóng của cấu trúc nguyên tử dựa trên các ý tưởng về lưỡng tính sóng-hạt.
Năm 1925
Wolfgang Pauli phát triển nguyên lý loại trừ, trong đó tuyên bố rằng không có hai electron xung quanh một hạt nhân có thể có cùng trạng thái lượng tử. Các trạng thái này cũng  được mô tả bởi bốn số lượng tử.
Năm 1926
Erwin Schrödinger đề xuất phương trình Schrödinger, cung cấp cơ sở toán học cho mô hình sóng của cấu trúc nguyên tử.
Năm 1927
Werner Heisenberg phát triển nguyên lý bất định, cùng với một số lý thuyết khác, đã giải thích nguyên tắc chuyển động của electron quanh hạt nhân.
Năm 1927
Fritz London và Walter Heitler áp dụng cơ học lượng tử để giải thích liên kết cộng hóa trị trong phân tử hydro, đánh dấu sự ra đời của hóa học lượng tử.
Năm 1929
Linus Pauling đề xuất các quy tắc Pauling, là những nguyên tắc chính trong việc sử dụng tinh thể học tia X để suy luận ra cấu trúc phân tử.
Năm 1931
Erich Hückel đề xuất quy tắc Hückel nhằm giải thích khi nào một phân tử vòng phẳng (planar ring molecule) có các đặc tính của chất thơm.
Năm 1931
Harold Urey phát hiện ra deuteri bằng cách chưng cất phân đoạn hydro lỏng.
Năm 1932
James Chadwick phát hiện ra neutron.
Năm 1932-1934
Linus Pauling và Robert Mulliken định lượng được độ âm điện, tạo ra các thang đo mang tên hai ông.
Năm 1935
Wallace Carothers chỉ đạo một nhóm các nhà hóa học tại DuPont phát minh ra ni lông, một trong những polyme tổng hợp thành công nhất về mặt thương mại trong lịch sử.
Năm 1937
Carlo Perrier và Emilio Segrè tiến hành thực nghiệm đầu tiên tổng hợp ra tecneti-97, nguyên tố nhân tạo đầu tiên, lấp đầy một ô trống trong bảng tuần hoàn. Mặc dù đã có những tranh cãi do nguyên tố này thật ra đã có thể được tổng hợp từ năm 1925 bởi Walter Noddack và cộng sự.
Năm 1937
Eugene Houdry phát triển một phương pháp xúc tác cracking dầu mỏ với quy mô công nghiệp, dẫn đến sự phát triển của kỹ thuật lọc dầu hiện đại.
Năm 1937
Pyotr Kapitsa, John Allen và Don Misener sản xuất heli-4 siêu lạnh, chất lỏng đầu tiên có độ nhớt bằng không, một chất thể hiện các đặc tính của cơ học lượng tử ở mức vĩ mô.
Năm 1938
Otto Hahn phát hiện ra quá trình phân hạch hạt nhân trong urani và thori.
Năm 1939
Linus Pauling xuất bản The Nature of the Chemical Bond (tạm dịch: Bản chất của liên kết hóa học), một tập hợp các nghiên cứu trong hàng thập kỷ về liên kết hóa học. Đó là một trong những tài liệu quan trọng nhất của hóa học hiện đại. Nó giải thích thuyết lai hóa, liên kết cộng hóa trị, liên kết ion qua độ âm điện; và cấu trúc benzen qua hiệu ứng cộng hưởng.
Năm 1940
Edwin McMillan và Philip H. Abelson tìm ra neptuni, nguyên tố siêu urani nhẹ nhất và được tổng hợp đầu tiên, được tìm thấy trong các sản phẩm phân hạch urani. McMillan sẽ tìm thấy một phòng thí nghiệm tại Berkeley, nơi tìm ra rất nhiều nguyên tố và đồng vị mới.
Năm 1941
Glenn T. Seaborg tiếp tục công việc của McMillan trong việc tìm ra hạt nhân nguyên tử mới. Ông là người tiên phong trong phương pháp bắt giữ neutron và sau đó là các phản ứng hạt nhân khác. Sẽ trở thành người tìm ra hoặc cùng tìm ra chín nguyên tố hóa học mới và hàng chục đồng vị mới của các nguyên tố đã biết.
Năm 1945
Jacob A. Marinsky, Lawrence E. Glendenin, và Charles D. Coryell thực hiện tổng hợp đầu tiên của promethi, lấp đầy ô trống cuối cùng trong bảng tuần hoàn.
Năm 1945-1946
Felix Bloch và Edward Mills Purcell phát triển quá trình cộng hưởng từ hạt nhân, một kỹ thuật phân tích quan trọng trong việc làm sáng tỏ cấu trúc phân tử, đặc biệt là trong ngành hóa học hữu cơ.
Năm 1951
Linus Pauling sử dụng tinh thể học tia X để phán đoán cấu trúc bậc hai của protein.
Năm 1952
Alan Walsh đi tiên phong trong lĩnh vực phổ hấp thu nguyên tử, một phương pháp quan trắc định lượng quan trọng cho phép xác định nồng độ cụ thể của một chất trong một hỗn hợp.
Năm 1952
Robert Burns Woodward, Geoffrey Wilkinson và Ernst Otto Fischer tìm ra cấu trúc của ferrocene, một trong những phát hiện nền tảng trong lĩnh vực hóa học cơ kim.
Năm 1953
James D. Watson và Francis Crick đề xuất cấu trúc của DNA, mở cánh cửa dẫn đến lĩnh vực sinh học phân tử.
Năm 1957
Jens Skou khám phá ra Na+/K+-ATPase, enzyme đầu tiên vận chuyển ion.
Năm 1958
Max Perutz và John Kendrew sử dụng tinh thể học tia X để làm sáng tỏ cấu trúc một protein, đặc biệt là myoglobin của cá nhà táng.
Năm 1962
Neil Bartlett tổng hợp xenon hexafluoroplatinate, lần đầu chỉ ra rằng các nguyên tố khí hiếm cũng có thể tạo ra hợp chất hóa học.
Năm 1962
George Olah quan sát carbocation qua các phản ứng của siêu acid.
Năm 1964
Richard R. Ernst thực hiện các thí nghiệm sau này sẽ dẫn đến sự phát triển của kỹ thuật cộng hưởng từ hạt nhân (NMR) theo biến đổi Fourier. Điều này sẽ tăng độ chính xác của kỹ thuật, và mở ra cánh cửa đến kỹ thuật chụp cộng hưởng từ (MRI).
Năm 1965
Robert Burns Woodward and Roald Hoffmann đề xuất các quy tắc Woodward-Hoffmann, sử dụng sự đối xứng của các quỹ đạo phân tử để giải thích sự sắp xếp các nguyên tử trong các phản ứng hóa học.
Năm 1966
Hitoshi Nozaki and Ryōji Noyori tìm ra ví dụ đầu tiên về sự xúc tác bất đối xứng (sự hydro hóa) bằng cách sử dụng các hợp chất quang hoạt của kim loại chuyển tiếp có cấu trúc rõ ràng.
Năm 1970
John Pople phát triển phần mềm Gaussian và có đóng góp đáng kể vào ngành hóa học tính toán.
Năm 1971
Yves Chauvin đưa ra một lời giải thích về cơ chế của phản ứng hoán vị olefin.
Năm 1975
Karl Barry Sharpless và cộng sự khám phá ra các phản ứng oxy hóa chọn lọc lập thể, bao gồm Sharpless epoxidation, Sharpless asymmetric dihydroxylation, và Sharpless oxyamination.
Năm 1985
Harold Kroto, Robert Curl, và Richard Smalley tìm ra fullerene, một nhóm các nguyên tử carbon tạo thành một mái vòm trắc địa, một kết cấu được thiết kế bởi kiến trúc sư R. Buckminster Fuller R. Buckminster Fuller.
Năm 1991
Sumio Iijima sử dụng kính hiển vi điện tử nhằm tìm ra một loại fullerene hình trụ được biết đến như là ống nano carbon, cho dù trước đó nghiên cứu đã được thực hiện từ năm 1951. Vật liệu này là một thành phần quan trọng trong lĩnh vực công nghệ nano.
Năm 1994
Robert A. Holton và cộng sự tìm ra chất tổng hợp toàn phần đầu tiên của taxol.
Năm 1995
Eric Cornell và Carl Wieman sản xuất ngưng tụ Bose-Einstein đầu tiên, một trạng thái thể hiện đặc tính cơ học lượng tử ở mức vĩ mô.